# Hyptis obtusiflora
Hyptis obtusiflora là một loài thực vật có hoa trong họ Hoa môi. Loài này được C.Presl ex Benth. mô tả khoa học đầu tiên năm 1833.